# Durchschnitt (Kategorientheorie)
Durchschnitte in der Kategorientheorie verallgemeinern die aus der Mengenlehre bekannte Durchschnittsbildung. Während Durchschnitte in der Mengenlehre stets existieren, muss dies für beliebige Kategorien nicht der Fall sein.

## Motivation

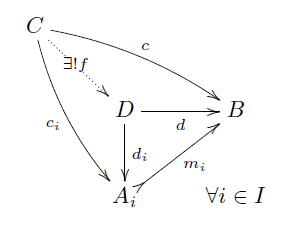
Diagramm zur Definition

Einen Durchschnitt {\displaystyle \textstyle \bigcap _{i\in I}A_{i}} von Mengen {\displaystyle A_{i}} kann man stets als Durchschnitt von Teilmengen einer festen Menge {\displaystyle B} auffassen, etwa von Teilmengen von {\displaystyle B=\textstyle \bigcup _{i\in I}A_{i}}. Die Verallgemeinerung der Teilmengenbeziehung {\displaystyle A_{i}\subset B} auf beliebige Kategorien ist der Begriff des Unterobjekts, das heißt eines Monomorphismus {\displaystyle m_{i}\colon A_{i}\rightarrowtail B}.
Der Durchschnitt {\displaystyle \textstyle \bigcap _{i\in I}A_{i}} ist ebenfalls ein Unterobjekt von {\displaystyle B} und auch von jedem {\displaystyle A_{i}}, genauer das größte aller Unterobjekte von {\displaystyle B}, das auch Unterobjekt von jedem {\displaystyle A_{i}} ist. Überträgt man dies in die Begriffswelt der Kategorientheorie, so kommt man zu folgender Definition.

## Definition
Es sei {\displaystyle B} Objekt einer Kategorie {\displaystyle {\mathcal {C}}} und {\displaystyle (A_{i},m_{i})_{i\in I}} eine Familie von Unterobjekten von {\displaystyle B}, das heißt von Monomorphismen {\displaystyle m_{i}\colon A_{i}\rightarrowtail B}. Ein Morphismus {\displaystyle d:D\rightarrow B}, bzw. das Paar {\displaystyle (D,d)} heißt Durchschnitt der Familie {\displaystyle (A_{i},m_{i})_{i\in I}}, wenn
- Für jedes {\displaystyle i\in I} gibt es einen Morphismus {\displaystyle d_{i}\colon D\rightarrow A_{i}} mit {\displaystyle m_{i}\circ d_{i}=d}.
- Ist auch {\displaystyle c\colon C\rightarrow B} ein Morphismus mit der Eigenschaft, dass es zu jedem {\displaystyle i\in I} einen Morphismus {\displaystyle c_{i}\colon C\rightarrow A_{i}} mit {\displaystyle m_{i}\circ c_{i}=c} gibt, so gibt es einen eindeutig bestimmten Morphismus {\displaystyle f\colon C\rightarrow D} mit {\displaystyle c=d\circ f}.[1]

## Bemerkungen und Beispiele
- In obiger einleitender Motivation war der Durchschnitt als Unterobjekt von {\displaystyle B} beschrieben und demnach müsste in obiger Definition {\displaystyle d:D\rightarrow B} ein Monomorphismus sein. Das ist nicht gefordert worden, weil es sich automatisch ergibt.[2]
- Ist in der Kategorie der Mengen {\displaystyle m_{i}\colon A_{i}\rightarrowtail B} eine Inklusionsabbildung, so ist die Inklusionsabbildung {\displaystyle \textstyle d\colon \bigcap _{i\in I}A_{i}\rightarrow B} ein Durchschnitt gemäß obiger Definition. Daher bezeichnet man den Durchschnitt auch in der Kategorientheorie gerne mit {\displaystyle \textstyle \bigcap _{i\in I}A_{i}}, wobei dann die Morphismen zwar nicht genannt aber immer mit gemeint sind.
- In Kategorien wie der der Gruppen oder der topologischen Räume erhält man kategorientheoretische Durchschnitte wie in der Kategorie der Mengen, indem man auf dem mengentheoretischen Durchschnitt die entsprechende induzierte Teilraumstruktur betrachtet.
- Man sagt, eine Kategorie habe Durchschnitte, wenn in ihr jede Familie von Unterobjekten eines Objekts einen Durchschnitt besitzt. Die Kategorien der Mengen, der Gruppen oder der topologischen Räume und viele ihrer gängigen Unterkategorien haben Durchschnitte. Entsprechend sagt man, eine Kategorie habe endliche Durchschnitte, wenn jede endliche Familie von Unterobjekten eines Objekts einen Durchschnitt hat.[3]
- Die Kategorie der nicht-leeren Mengen hat keine Durchschnitte. Die Unterobjekte {\displaystyle \{0\}} und  {\displaystyle \{1\}} von {\displaystyle \{0,1\}} haben keinen Durchschnitt.

## Der Durchschnitt als Pullback
Definitionsgemäß ist ein Durchschnitt nichts anderes als ein Pullback von Monomorphismen. Genauer betrachte man für eine gegebene Familie von Monomorphismen {\displaystyle (m_{i}\colon A_{i}\rightarrowtail B)_{i\in I}} einer Kategorie {\displaystyle {\mathcal {C}}} die Kategorie {\displaystyle {\mathcal {I}}} mit Objekten {\displaystyle I\cup \{j\}}, wobei {\displaystyle j\notin I}, und Morphismen die Identitäten auf den Objekten und für jedes {\displaystyle i\in I} ein Morphismus {\displaystyle i\rightarrow j}.  Des Weiteren sei {\displaystyle D\colon {\mathcal {I}}\rightarrow {\mathcal {C}}} der Funktor {\displaystyle D(i)=A_{i},\,i\in I}, {\displaystyle D(j)=B} und {\displaystyle D(i\to j)=m_{i}}. Dann ist der oben definierte Durchschnitt nichts anderes als der Limes des Funktors {\displaystyle D}, das heißt das Pullback der {\displaystyle m_{i}\colon A_{i}\rightarrowtail B,\,i\in I}.
Da ein Limes in einer Kategorie bis auf Isomorphie eindeutig bestimmt ist, hat eine Familie von Unterobjekten bis auf Isomorphie höchstens einen Durchschnitt.
Eine Kategorie, die Pullbacks besitzt, ist damit insbesondere eine Kategorie, die Durchschnitte besitzt. Die Umkehrung gilt nicht. So hat etwa die Kategorie der endlichen Mengen alle Durchschnitte, aber aus Endlichkeitsgründen nicht alle Produkte und damit nicht alle Pullbacks.

## Charakterisierung mittels Sieben
Für einen Morphismus {\displaystyle f\colon A\rightarrow B} sei {\displaystyle S(f)} das von {\displaystyle f} erzeugte Sieb auf {\displaystyle B}, das heißt die Klasse aller möglichen Kompositionen {\displaystyle f\circ g} in der  Kategorie {\displaystyle {\mathcal {C}}} mit dem gegebenen {\displaystyle f} auf der linken Seite. Dann gilt:
- Eine Familie von Monomorphismen {\displaystyle m_{i}\colon A_{i}\rightarrowtail B} hat genau dann einen Durchschnitt, wenn es einen Monomorphismus {\displaystyle d\colon D\rightarrow B} mit   {\displaystyle \textstyle \bigcap _{i\in I}S(m_{i})=S(d)} gibt. (Ein solcher Monomorphismus ist dann ein Durchschnitt der Familie.)

Diese Charakterisierung wird im unten zitierten Lehrbuch von Popescu und Popescu als Definition verwendet.

## Durchschnitte und Produkte
Für ein Objekt {\displaystyle B} einer Kategorie {\displaystyle {\mathcal {C}}} sind äquivalent:
- Jede Familie von Unterobjekten von {\displaystyle B} hat einen Durchschnitt.
- Jede Familie von Objekten in der Kommakategorie {\displaystyle ({\mathcal {C}}\downarrow B)} hat ein Produkt in {\displaystyle ({\mathcal {C}}\downarrow B)}.[5]